# セクストゥス・ユリウス・フロンティヌス
セクストゥス・ユリウス・フロンティヌス（Sextus Julius Frontinus、紀元40年ごろ - 紀元103年）は、紀元1世紀後半を代表するローマ帝国の貴族の1人。後世には主にローマ水道などに関する技術書の著者として知られている。

## 経歴
紀元70年にプラエトルとなり、5年後にはブリタンニアに赴任しクィントゥス・ペティリウス・ケリアリスからブリタンニア長官を引き継いだ。彼はシルレス族などのウェールズの敵対的部族を征服し、カエルレオンまたはイスカ・アウグスタに第2軍団アウグスタのための新たな基地を作り、15kmから20km間隔で小さめの砦のネットワークを築いた。そのような砦の1つがLuentinumにあり、Dolaucothiの金山の監督と、多数の用水路の運営を任されていた。紀元78年、ブリタンニア長官職をグナエウス・ユリウス・アグリコラに引継ぎ、帰国。
紀元95年、フロンティヌスは皇帝ネルウァの命により、ローマの水道長官 (curator aquarum) に任ぜられた。また、アウグルの一員にも任ぜられた。彼はローマの水道の状況について紀元1世紀末まで公式報告を出し続けた。出版された公式の技術調査報告としては初めてのものだった。
この面でのフロンティヌスの業績は、先人である政治家マルクス・ウィプサニウス・アグリッパの業績を受け継ぐものだった。アグリッパは紀元前34年、マルキア水道の修復と配管の拡大を含む一連の公共設備の修理と改善を行った。紀元前33年にアエディリス（ローマの公共建築と祭儀の管理を行う役職）に選ばれてから行った一連の事業としては、通りの修繕、下水道の清掃と修復がある。アグリッパの特筆すべき業績としては、クロアカ・マキシマ（ローマの主な下水道）の拡張と修理、ポルチコ、公衆浴場の建設、庭園の造営などがある。

## ローマ水道

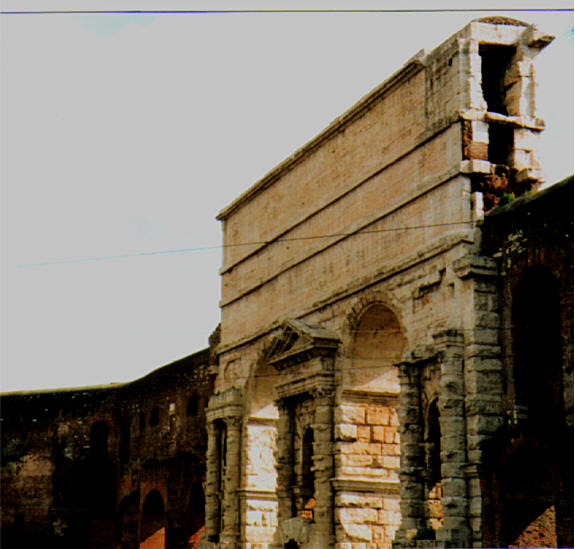
クラウディア水道と新アニオ水道の遺構。紀元271年にアウレリアヌス城壁に門として組み込まれた。

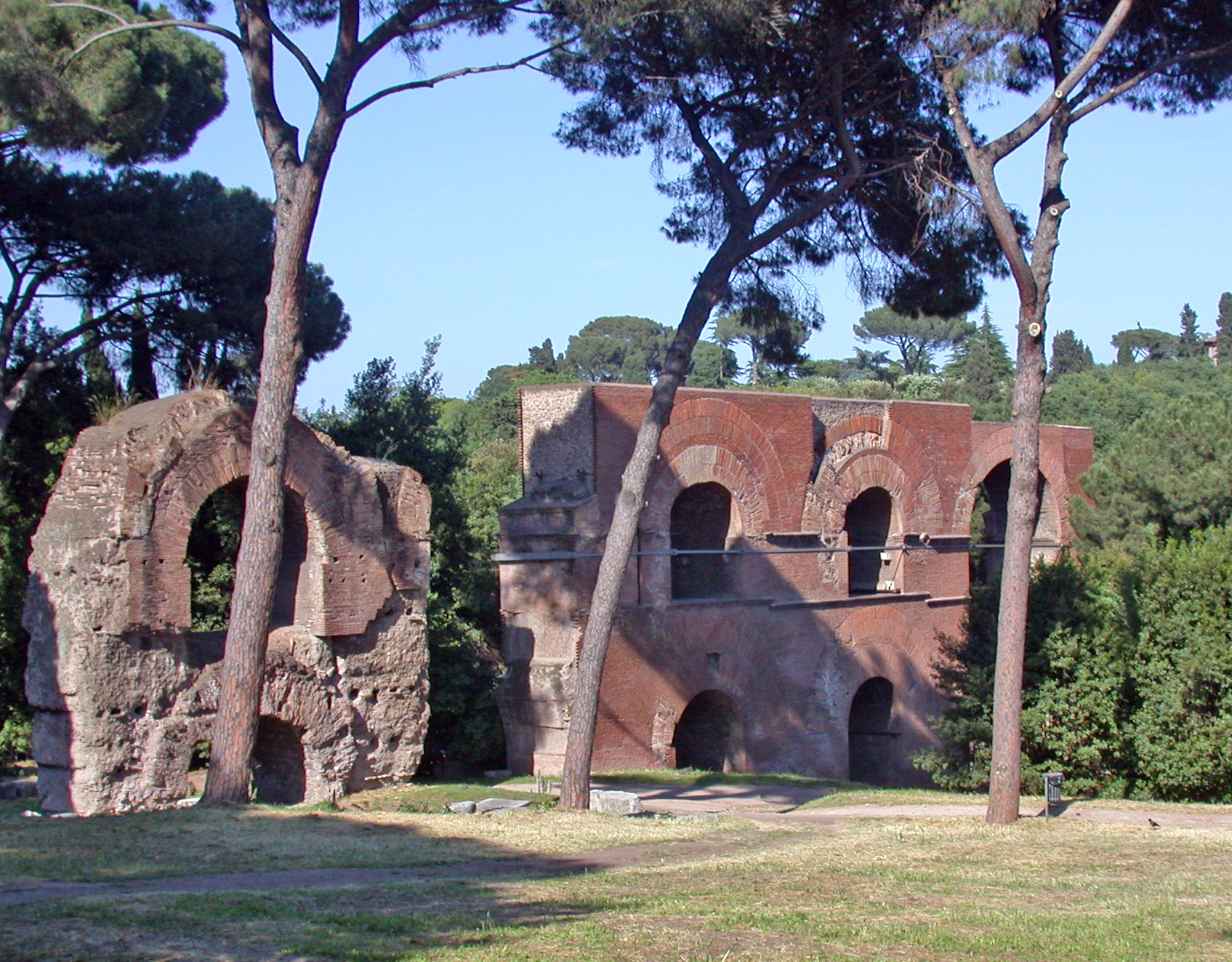
クラウディア水道の遺構

フロンティヌスの最大の著作は2巻の『水道書』 De aquaeductu で、ローマ水道の現状を皇帝に報告した公式文書である。ローマの水供給の歴史と詳細が記されており、水道の利用と保守に関連する規則も含んでいる。全てのローマ水道の歴史が、水路の大きさや水量の詳細を含めて記されており、アッピア水道、アルシエティナ水道、テプラ水道、新アニオ水道、ヴィルゴ水道、クラウディア水道、トライアーナ水道などを扱っている。また、それぞれの水質についても、主に水源が川か湖か泉かという点から記述している。
水道長官となって最初に行ったことは水道の地図を作ることで、それによって保守を行う前にそれらの状態を評価できるようにした。彼は水道の多くが軽視され、能力を最大限に発揮していなかったと述べている。中でも農夫や商人が不法に水道を流用することを特に心配した。誰でも水路に管を挿し込んで水を無断で利用することが可能だったためである。そこで彼は、取水口での取水量と各地への供給量を几帳面に調べ上げ、不一致がないかを調査した。フロンティヌスはウィトルウィウスの前世紀の著作『建築について』 (De Architectura) をよく知っていた。『建築について』には用水路建設とその保守についても記述があり、フロンティヌスは自らを「配管工」だとしたこともある。

### 配水システム
配水には、都市に入る際の高さ、水質、水量などが複雑に影響する。水質が悪い場合は灌漑や庭への水遣りや流水式洗浄などにしか使えず、水質がよければ飲用に使える。中間の水質のものは風呂や噴水に使われる。しかし、当時は異なる水質の水道を相互に接続して混ぜて使っていた。そこでフロンティヌスは、最初にそれらを分離することを決定した。

### 保守
フロンティヌスが最も心配したのは配水システムにおける漏水で、特に地下の配管では漏水箇所の特定と修理は難しく、現代の技術でもこの問題は重大である。地上の水路は石工をよい状態に保つことが重要で、特にアーチ上の水路の点検が重要である。フロンティヌスは水路の近くに木が生えないように保つことが基本だとした。木は根を延ばして構造にダメージを負わせる可能性があるためである。彼はまた水路の状態管理についての現行法を調べ、新たな制定法の施行の必要性を訴えた。

## 軍事戦略
フロンティヌスは軍事に関する理論的な論文も書いたが、それらは現存していない。彼の著作 Strategemata はギリシアやローマの歴史から戦略の例を集めたもので、表面上は将官向けの本だった。また、ドミティアヌスの下で将官としてゲルマニアで戦った経験も記しているが、ウァレリウス・マクシムスやティトゥス・リウィウスといった著作家の書いたものと逸話の内容が似ており、それらの文学作品に基づいて書いた可能性が指摘されている。4作目の本については贋作ではないかとも言われている。

## 小説
フロンティヌスは、リンゼイ・デイヴィスの《密偵ファルコ》シリーズという古代ローマを舞台としたミステリーに登場している。他にもアマンダ・コックレルがダミオン・ハンター名義で書いた The Centurions という三部作の小説にもフロンティヌスが登場している。